# Éphémérides du citoyen

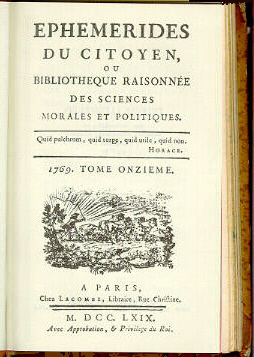
Couverture des Éphémérides du citoyen, 1769.

Les Éphémérides du citoyen est un journal français qui parut de 1765 à 1772, puis de 1775 à 1779 (sous le titre des Nouvelles Éphémérides économiques) et enfin en 1788. Il s'agit du principal périodique du mouvement physiocratique.

## Histoire
L'histoire du journal se divise en trois temps.

### Première période: lesÉphémérides du citoyen
Le 4 novembre 1765, l'abbé Nicolas Baudeau fait paraître le premier numéro des Éphémérides du citoyen ou Chronique de l’esprit national, périodique qui paraît deux fois par semaine et dont il est le principal instigateur. Dès l’année suivante, à la suite d'une polémique avec Guillaume-François Le Trosne, Baudeau se laisse séduire par les propos d’inspiration physiocratique de ce dernier et rejoint les rangs du mouvement initié par François Quesnay. Son journal devient de la sorte une tribune mensuelle consacrée exclusivement à la vulgarisation de la doctrine des économistes et prend le titre, en janvier 1767, des Éphémérides du citoyen ou Bibliothèque raisonnée des sciences morales et politiques. Le journal passe entre les mains de Pierre Samuel Du Pont de Nemours en 1768 mais il est interdit par le pouvoir en novembre 1772.

### Deuxième période: lesNouvelles Éphémérides économiques
En 1774, dans le contexte du ministère Turgot, l'abbé Baudeau relance le périodique sous le titre des Nouvelles Éphémérides économiques ou Bibliothèque raisonnée de l’histoire, de la morale et de la politique afin de continuer à répandre les préceptes de la pensée physiocratique (19 vol. in-12 de 1774 à 1776). À la suite du renvoi de Turgot et à cause d’un article qui dénonçait les dépenses importantes engagées par le roi lors de la Guerre de Sept ans, Baudeau est exilé quelques mois en Auvergne et son journal est à nouveau censuré en juin 1776.

### Troisième période: l'ultime résurrection desNouvelles Éphémérides économiques
En 1788, Baudeau ressuscite une fois encore, de janvier à mai, son périodique sous le titre des Nouvelles Éphémérides économiques.

## Collaborateurs

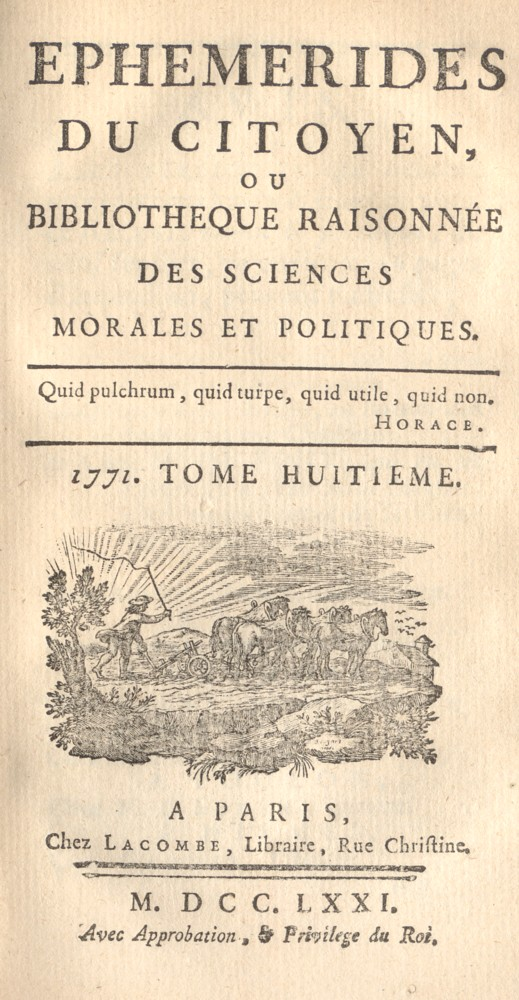
Couverture du tome 8 des Éphémérides du citoyen, 1771

Les collaborateurs du journal sont nombreux. On compte entre autres : 
- François Quesnay (signature A ou Alpha)
- Le marquis de Mirabeau (signature B)
- Du Pont (signature H ou O),
- L'abbé Baudeau (signature L ou LB)
- L'abbé Roubaud (signature G ou R)
- Guillaume-François Le Trosne (signature M)
- Jean-François Vauvilliers (signature Y)
- Turgot (signature C ou X)
- Lemercier de la Rivière
- Saint-Péravy (signature Q)
- L'abbé de L'Ecuy (signature AF)
- La Vauguyon (signature D)
- Le margrave de Bade-Durlach Charles Ier de Bade.
- Diderot (signature T)

## Titres successifs du journal
- Éphémérides du citoyen ou Chronique de l’esprit national : 1765-1766
- Éphémérides du citoyen ou Bibliothèque raisonnée des sciences morales et politiques : 1767-1772
- Nouvelles Éphémérides économiques ou Bibliothèque raisonnée de l’histoire, de la morale et de la politique : 1774-1776
- Nouvelles Éphémérides économiques : 1788